# 学校法人梅花学園
梅花学園（ばいかがくえん、英称:Baika Gakuen）は、幼稚園、中学校、高等学校、大学及び大学院を有するキリスト教主義学校。幼稚園が共学となっているのを除き、一貫して女子校となっている。

## 概要
澤山保羅（さわやまぽうろ）が、同郷である成瀬仁蔵（後に日本女子大学を創設した）の協力を得て創立した。
創立に際して宣教師団の出資を受けず、梅本町教会（今の大阪教会）と浪花教会の信徒が共同で出資したため、両教会の名称から一文字ずつとって梅花女学校と名付けられた。それゆえに、ミッションスクールではない。
澤山の好んだ聖句「人にしてもらいたいと思うことは何でも、あなたがたも人にしなさい」（マタイによる福音書7章12節）がスクールモットーとなっている。
梅花女子大学は西日本における児童文学研究の拠点として著名（「東の白百合、西の梅花」とも呼ばれる）。
また、チアリーディングでも有名であり、ジャパンカップ日本選手権大会優勝や、世界選手権大会代表選手参加メンバーとしての優勝実績がある。
2016年には梅花歌劇団「劇団この花」を創設し、芸術と学問の融合を目指している。

## 歴史

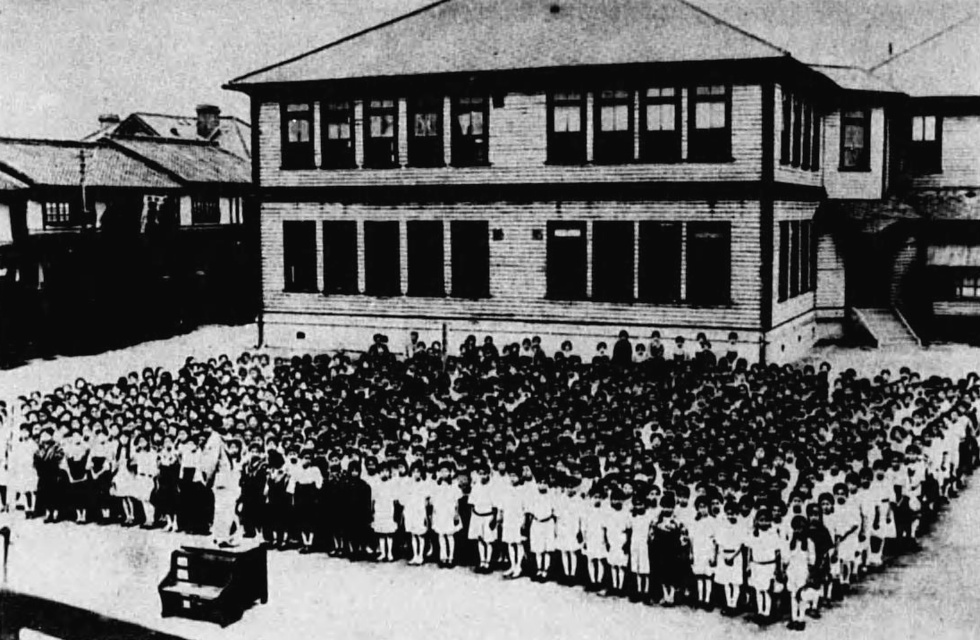
梅花女子専門学校・高等女学校の教職員・生徒一同（1926年7月）

- 1878年1月 大阪市土佐堀裏町に梅花女学校として設立
- 1913年 梅花高等女学校設立（高等女学校令による）
- 1914年 梅花女学校専門部設立
- 1922年 梅花女子専門学校設立
- 1930年 梅花幼稚園設立
- 1950年 梅花高等女学校は梅花中学校・梅花高等学校へと変更（学制改革による）。同時に、梅花女子専門学校は梅花短期大学となる
- 1964年 梅花女子大学設立
- 1977年 梅花女子大学大学院を設置
- 2004年 梅花短期大学が梅花女子大学短期大学部に変更
- 2016年 梅花歌劇団「劇団この花」設立
- 2018年 学園創立140周年記念行事を実施

## 理事長・学園長
- 理事長：小坂賢一郎
- 学園長：近藤十郎

## キャンパス・設置校
2つのキャンパスを有する学園である。
- 茨木キャンパス（大阪府茨木市宿久庄）
  - 梅花女子大学
    - 大学院 文学研究科　日本語日本文学専攻（修士課程）
    - 大学院 文学研究科　英語英米文学専攻（修士課程）
    - 大学院 文学研究科　児童文学専攻（博士前期課程・博士後期課程）
    - 大学院 現代人間学研究科　心理臨床学専攻（修士課程）（臨床心理士第1種指定大学院）
    - 大学院 看護保健学研究科 口腔保健学専攻（修士課程）
    - 看護保健学部
      - 看護学科
      - 口腔保健学科（歯科衛生士専攻）

    - 心理こども学部
      - こども学科
      - 心理学科

    - 文化表現学部
      - 国際英語学科
      - 日本文化創造学科
      - 情報メディア学科

    - 食文化学部
      - 食文化学科
      - 管理栄養学科
- 豊中キャンパス（大阪府豊中市上野西）
  - 梅花高等学校
  - 梅花中学校
  - 梅花幼稚園